# Tioglucosidase
A tioglucosidase, também chamada mirosinase, sinigrinase ou sinigrase, é uma enzima capaz de decompor os tioglucosídeos em glucose e em isotiocianatos.